# Gesällbrev
Ett gesällbrev är ett bevis på avlagt gesällprov inom ett hantverksyrke.

## Sverige
I Sverige bedöms gesällproven av särskilda granskningsmän som utses av respektive bransch. Det finns 305 hantverksyrken med verksamma utövare (2007). I ett hundratal av dessa yrken kan man fortfarande avlägga gesällprov och få gesällbrev. För att få utföra gesällprov krävs i genomsnitt 4500 timmars (tre år) lärlingstid eller på annat sätt förvärvade yrkeskunskaper, som avslutas med gesällprov. Gesällbreven handhas av Sveriges Hantverksråd i Leksand, men godkänns av branscherna. 
Gesällbrevens antal är stigande i Sverige. Cirka 1000 utfärdades 2015, huvudsakligen i yrkena frisör och målare med flera branscher i stadig ökning. I övriga Europa utfärdas gesällbrev i betydligt större omfattning.
Tidigare var det vanligt att nya gesäller gav sig ut på gesällvandring. Detta var dåtidens metod för att sprida kunskap om nya metoder. "Vandringsgesällerna" fick kortare arbeten under sina vandringar och försörjde sig på så sätt under de två åren som vandringen varade. Under denna vandringsperiod fick gesällen aldrig vara närmare sitt hem än 20 km.

### Gesäll- och mästarbrevsyrken i Sverige
| Aktiva yrken 2016-09-25:                                                       |
| Bagare                                                                         |
| Barberare                                                                      |
| Billackerare                                                                   |
| Bilsadelmakare                                                                 |
| Biodlare                                                                       |
| Bokbindare                                                                     |
| Brodör                                                                         |
| Byggnadsplåtslagare                                                            |
| Båtbyggare                                                                     |
| Charkuteriyrket                                                                |
| Damskräddare                                                                   |
| Dekopör (intarsia – möbelsnickeri)                                             |
| Duodji                                                                         |
| Florist                                                                        |
| Frisör                                                                         |
| Gardinmakare (bytt yrkestitel)                                                 |
| Gitarrbyggare                                                                  |
| Gjutare                                                                        |
| Glashantverksyrken (glasblåsning, hyttarbete, gravör, slipning, dekorslipning) |
| Glasmästare                                                                    |
| Glasyrket                                                                      |
| Golvläggare                                                                    |
| Gravör – (BlanksticksilverSkylt-stans och stämpelgravör)                       |
| Guldsmed                                                                       |
| Handskmakare                                                                   |
| Handstickare                                                                   |
| Handvävare                                                                     |
| Hattmakare                                                                     |
| Herrskräddare                                                                  |
| Hovslagare                                                                     |
| Hudterapeut                                                                    |
| Inredningssadelmakare                                                          |
| Installatör - inbrottslarm                                                     |
| Juvelfattare                                                                   |
| Kakelugnsmakare                                                                |
| Klänningskräddare                                                              |
| Kock (bytt yrkestitel)                                                         |
| Konditor                                                                       |
| Konferens                                                                      |
| Konstbrodör                                                                    |
| Konstgjutare                                                                   |
| Konstinramare                                                                  |
| Konstvävare                                                                    |
| Kopparslagare                                                                  |
| Köttyrket i detaljhandelnKöttmästare                                           |
| Låssmed                                                                        |
| Makeupartistyrket                                                              |
| Maskinstickare                                                                 |
| Modist                                                                         |
| Mur och Puts                                                                   |
| Målare                                                                         |
| Möbelrenoverare                                                                |
| Möbelsnickare                                                                  |
| Nagelterapeutyrket                                                             |
| Perukmakare                                                                    |
| Pianotekniker                                                                  |
| Pälsömmare                                                                     |
| Reception                                                                      |
| Riggare                                                                        |
| Sadelmakare                                                                    |
| Servering                                                                      |
| Silversmed                                                                     |
| Skomakare (beställnytillv)                                                     |
| Skomakare (ortoped)                                                            |
| Skomakare (reparation)                                                         |
| Skorstensfejare                                                                |
| Slöjdaryrket - trä                                                             |
| Smed Konstsmed                                                                 |
| Sotare                                                                         |
| Stenhuggare (Stengravör)                                                       |
| Tapetserare                                                                    |
| Tatuerare                                                                      |
| Timrare                                                                        |
| Träbildhuggare                                                                 |
| Trädgårdsanläggare                                                             |
| Urmakare                                                                       |
| Violinbyggare                                                                  |
| Väskmakare                                                                     |
| Ädelstensslipare                                                               |

## Källa
1. ↑  ”Om oss”. SVERIGES HANTVERKSRÅD. https://hantverksrad.se/om-oss/. Läst 12 augusti 2021.